# My Man Is a Mean Man
My Man Is a Mean Man to pierwszy singel z debiutanckiego albumu Stefanie Heinzmann Masterplan. Utwór wyprodukowali szwedzcy producenci: Tommy Tysper i Marcus Sepehrmanesh. Tekst do piosenki napisała sama Stefanie na potrzeby programu poszukującego talentów SSDSDSSWEMUGABRTLAD, w którym brała udział. Zaśpiewała ją w dniu finału. Dzień wyszedł singel (11 stycznia 2008). W Niemczech singel pokrył się złotem (150,000+ egz).

## Pozycje na listach
| Notowanie (2008)        | Najwyższa pozycja |
| ----------------------- | ----------------- |
| Germany Singles Top 100 | 3                 |
| Swiss Singles Top 100   | 1                 |
| Austria Singles Top 75  | 6                 |